# Inat kuća
Inat kuća (doslova dům vzdoru) je historická budova v bosenské metropoli Sarajevu. Nachází se v samotném centru města, v blízkosti řeky Miljacky u Šeher-Ćehajinova mostu. Jedná se o tradiční bosenský, resp. balkánský dům. Jeho adresa je Veliki Alifakovac 1.

## Historie
Není známo, kdy byla budova poprvé postavena. První záznam o stavbě pochází z katastrální mapy Sarajeva z roku 1882, kde se již tato budova objevila. Nacházela se na bývalém Mustaj-pašově náměstí (bosensky Mustaj pašin mejdan).
Název dům vzdoru odkazuje na událost během rakousko-uherské okupace Bosny. Dům měl být původně v 90. letech 19. století zbourán pro výstavbu nové radnice města Sarajeva. Strženy byly skutečně okolní hostince (hany), vlastník domu nicméně kladl rakousko-uherské správě města nemalé překážky. Byl také i uvězněn; nakonec kromě finanční náhrady požadoval přemístění své stavby cihlu po cihle na druhý břeh řeky Miljacky. Tak bylo i učiněno; dům byl skutečně přesunut a na jeho původním místě nyní stojí budova Národní a univerzitní knihovny Bosny a Hercegoviny, která dříve sloužila jako radnice a je symbolem města. Původní dům na pravém břehu byl postaven z vepřovic; nový však nemohl zachovat všechny prvky stejné, velká část z nich nicméně zůstala. Změněny byly některá okna a dveře a novou podobu získala také terasa (doksat), která byla na místo západní strany orientována nově na jih, do rohu byl dobudován osmiboký dřevěný arkýř.
I když není sporu o tom, že budova byla skutečně přemístěna, je sporný důvod, proč k tomu došlo. Dle katastrálních map budova nezasahovala žádnou svoji části na pozemek, který byl nezbytný pro výstavbu nové radnice. Přemístění objektu se uskutečnilo opravdu v době, kdy nová radnice vznikala, zároveň však bylo přestavováno a modernizováno nábřeží (dnes Nábřeží Kulina Bana) a zároveň rozšiřováno pro potřeby nově zaváděné tramvajové trati.
Od roku 1997 slouží Inat kuća jako luxusní restaurace a jako jedna z ukázek tradiční architektury v samotném středu města. V budově je dochována řada prvků typických pro své období. Interiér budovy byl rekonstruován v roce 2000 dle návrhu sarajevských architektů Amira Vuka a Seada Gološe.